# 圣马科-代卡沃蒂
圣马科-代卡沃蒂（義大利語：San Marco dei Cavoti），是意大利贝内文托省的一个市镇。总面积48.8平方公里，人口3624人，人口密度74.3人/平方公里（2009年）。ISTAT代码为062064。